# 奇納科塔
奇納科塔是哥倫比亞的城鎮，位於該國東北部，由北桑坦德省負責管轄，距離首府庫庫塔39公里，始建於1535年，面積187平方公里，海拔高度1,320米，2005年人口14,736。

## 外部連結
- （西班牙文） Chinácota official website
- （西班牙文） UfpsChinácota official website（页面存档备份，存于）
- （西班牙文） Social Network UfpsChinácota website

7°37′N 72°36′W / 7.617°N 72.600°W